# Danaé (Titien, Naples)
Pour les articles homonymes, voir Danaé (homonymie).
Danae est une peinture à l'huile sur toile (120 × 172 cm) réalisée en 1545 par Titien et conservée au musée de Capodimonte à Naples.

## Sources et postérité

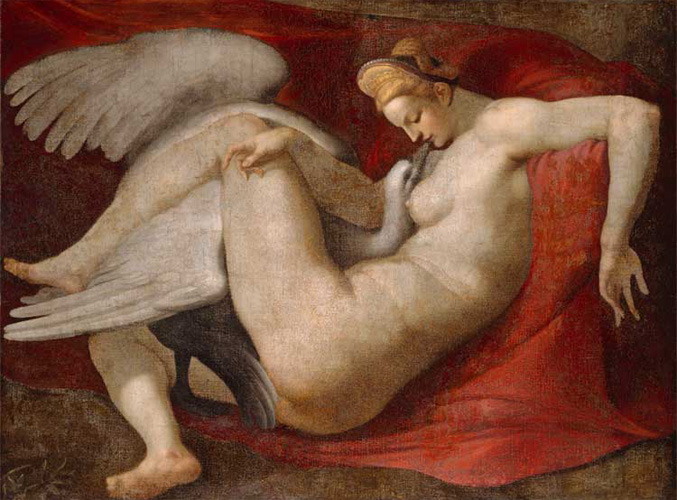
Léda, copie du XVIe siècle de l'original perdu de Michel-Ange, vers 1530, huile sur toile,, Londres, National Gallery.

La posture de Danaé, avec un bras près du corps et l'autre replié, rappelle clairement la Léda de Michel-Ange, tableau aujourd'hui perdu et dont il ne reste que des copies et des gravures, qui semble être le premier modèle de la toile. Dans cette composition, Cupidon empêche la nourrice de récolter la pluie pour empêcher la fécondation. L'œuvre était certainement connue du Titien grâce à une copie apportée à Venise par Giorgio Vasari en 1541.
La Nuit de Michel-Ange créée pour le tombeau de Julien de Médicis, duc de Nemours, dans la Sagrestia Nuova de Florence en 1531, est certainement un autre modèle. Dans les deux œuvres, la posture frontale de la partie supérieure du tronc est avec les jambes presque de profil.

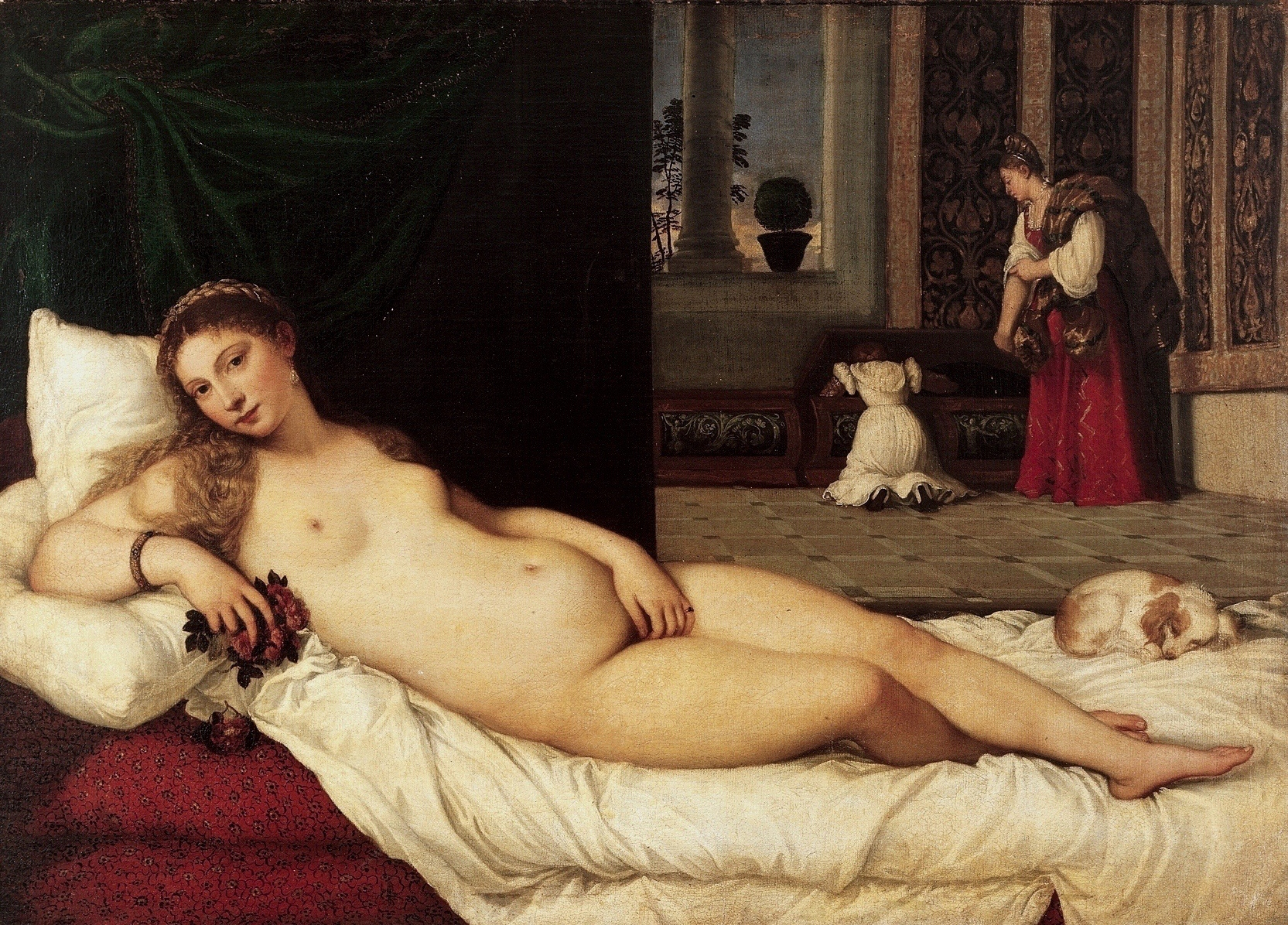
Vénus d'Urbin, 1538, huile sur toile,, Florence, musée des Offices.

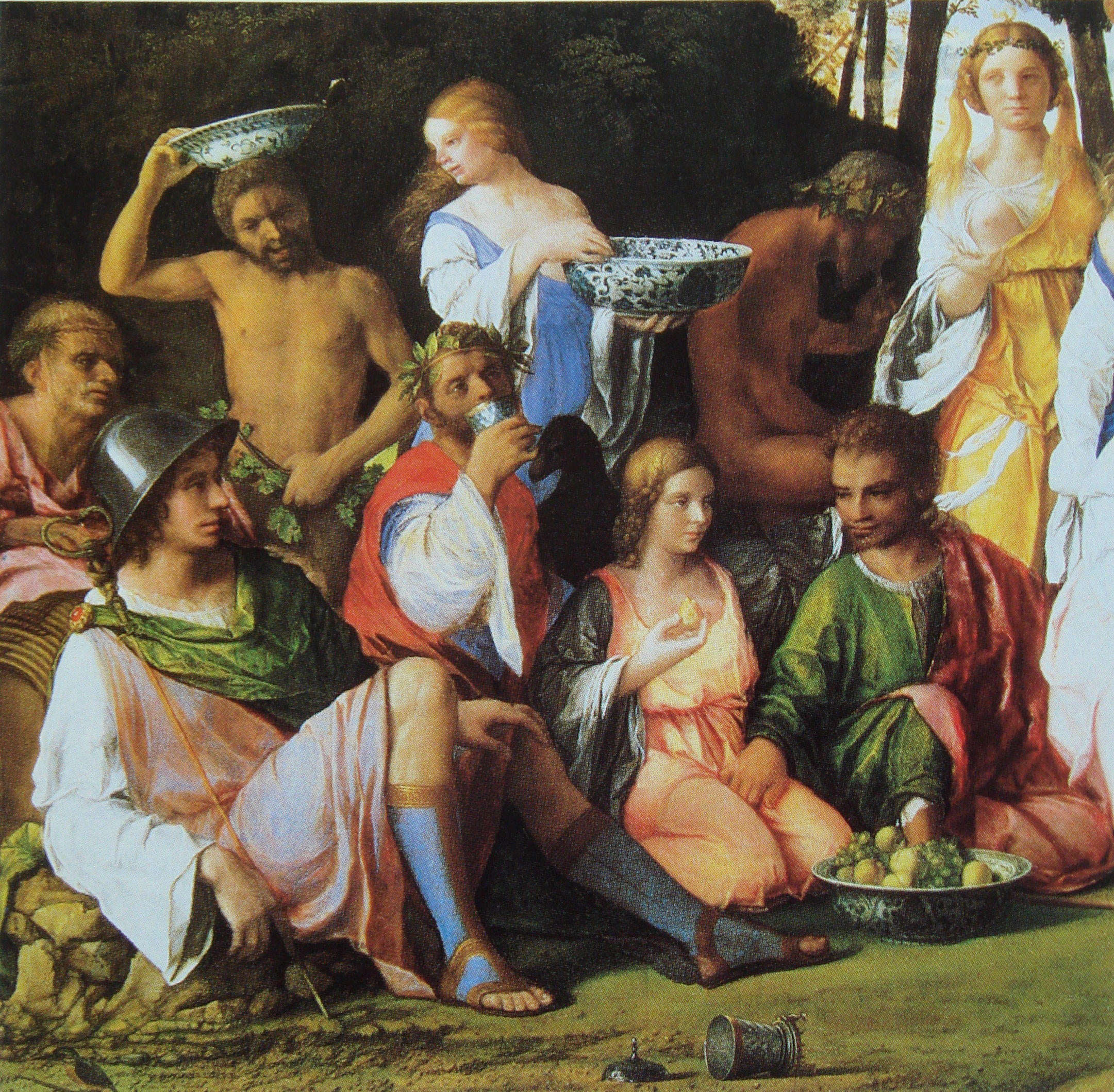
Giovanni Bellini, Le Festin des dieux, détail, 1514, huile sur toile,, Washington, National Gallery of Art.

La Vénus d'Urbin et le nu au premier plan de la La Bacchanale des Andriens du Titien lui-même, la Vénus endormie de Giorgione à Dresde, la figure de Mercure dans Le Festin des dieux de Giovanni Bellini et des œuvres contemporaines du même sujet, comme Danaé du Corrège constituent d'autres modèles du tableau.
Le tonalisme de Titien, avec ses délicats jeux de lumière, se retrouve plus tard dans la Danaé de Rembrandt et dans Amour et Psyché d'Antoine van Dyck.
Titien exécute un carton de l'œuvre, qu'il utilise pour au moins six versions, étant donné le grand succès que rencontre le tableau, considéré comme très « stimulant » sur le plan érotique : Danaé a été reproduite à chaque fois avec de petites variations, tantôt avec Cupidon, tantôt avec le gardien, tantôt avec la pluie, tantôt avec des orages et des éclairs, tantôt avec le chien, tantôt sans, tantôt avec le drap, tantôt sans. Chaque client reçoit ainsi une version différente. Après celle de Rome aujourd'hui à Naples, ce fut le tour de Philippe II (roi d'Espagne) (version du musée du Prado), puis une version, qui appartenait au XVIIe siècle au cardinal Montalto, qui fut donnée à Rodolphe II (empereur du Saint-Empire) (aujourd'hui à Vienne (Autriche)) ; une autre est à Saint-Pétersbourg.

## Histoire
La forte charge érotique du tableau a longtemps conduit à attribuer la commande du tableau à Octave Farnèse, sur les bases notamment des écrits du peintre et biographe Carlo Ridolfi (1648). L’œuvre constituerait donc une représentation érotique, créée pour le plaisir d’un jeune prince.
D'autres critiques privilégient aujourd'hui l'attribution de la commission à Alexandre Farnèse. La découverte de la correspondance de 1544 du nonce apostolique, Giovanni Della Casa, adressée au cardinal Farnèse ne semble laisser aucun doute : Titien, écrit Della Casa «... l'a presque fourni, par commission de Votre Signoria Reverendissima, un nu pour attirer le diable le diable sur le cardinal San Sylvestro. . . ». Comparé à ce « nu », poursuit Della Casa, « celui que Votre Très Révérend Seigneur a vu à Pesaro dans la chambre du Seigneur Duc d'Urbino est une théatine à côté de celle-ci ».
Della Casa poursuit dans la lettre en ajoutant qu'Alexandre Farnèse avait envoyé à Titien une miniature représentant la belle-sœur de la signora Camilla pour faire peindre son portrait. Mais le peintre avait eu l'idée géniale d'appliquer la tête de sa belle-sœur sur le corps de la « femme nue ». Selon Della Casa, la Danaé ne serait donc rien d'autre que le portrait nu de l'amante de Farnèse, une certaine Angela, belle-sœur de Camilla Pisana, célèbre courtisane de l'époque. Titien pourrait aussi avoir vu le portrait d'Angela sur un croquis de Giulio Clovio.
Le tableau a certainement été commencé par Titien en 1544 à Venise et terminé à Rome en 1545-1546. Titien est hébergé à Rome au palais du Belvédère ; Vasari lui est affecté comme guide. Il parcourt la ville, visite les monuments, travaille dans l'atelier qui lui est attribué. Un jour, Michel-Ange arrive et voit « dans un tableau qu'il avait peint à l'époque, une femme nue représentée comme une Danaé, qui avait transformé Jupiter en pluie d'or dans son ventre et qui, comme on le fait en présence, la louait ». Il exprime cependant de sérieuses réserves en privé rapportées par Vasari : « Buonarruoto le loua beaucoup, disant qu'il aimait beaucoup ses couleurs et ses manières, mais qu'il était dommage qu'à Venise n'ai pas appris dès le début à bien dessiner et que ces peintres n'avaient pas la meilleure façon d'étudier. » Michel-Ange remarque surtout quelques imperfections de la jambe, certain que si Titien avait « beaucoup dessiné et étudié des choses choisies, anciennes ou modernes », il aurait su « aider les choses qui sont représentées d'après nature en leur donnant cette grâce et cette perfection qui l'art donne du hors de l'ordre de la nature, qui fait d'ordinaire certaines parties qui ne sont pas belles. » On comprend quelle était la relation entre les artistes de l'époque et pourquoi Titien voulait avec insistance reprendre tant de motifs de Michel-Ange.
Il connait dès sa première apparition une fortune critique exceptionnelle et quelques vicissitudes. Il est conservé parmi les œuvres les plus prisées de la collection Farnèse. Selon l'inventaire de 1644, il est entouré d'un riche cadre orné de consoles et de festons et recouvert d'un rideau. Il est ensuite transféré à Parme, où il orne la « Chambre de Vénus » du Palazzo della Pilotta avec neuf autres nus féminins et est le pendant d'une Vénus et Adonis (perdue) aussi du Titien. 
Comme toute la collection Farnèse, Charles III de Bourbon en hérite et le transporte à Capodimonte. Pendant la République parthénopéenne de 1799, il est transféré à Palerme avec la Madeleine pénitente, le Portrait de Paul III avec ses petits-fils et le Portrait de Paul III. De retour à Naples avec la restauration, il est exposé dans le « Gabinetto delle cose oscene » (« Cabinet des tableaux obscènes ») du Real Museo Borbonico avec des objets grecs et romains actuellement exposés dans le Cabinet Secret du musée archéologique national de Naples, exclu du parcours de visite normal et accessible seulement sur autorisation royale. 
Volé par les nazis pendant la Seconde Guerre mondiale au Mont-Cassin et offert comme cadeau d'anniversaire à Hermann Göring, qui le voulait, comme Alexandre Farnèse, dans sa chambre à coucher, il est retrouvé dans une mine de Salzbourg, sauvé par les mineurs qui ont contrevenu à l'ordre d'Hitler d'en faire sauter le contenu, et ramené à Naples après la fin du conflit en 1947.

## Sujet
Danaé, fille d'Acrisios, roi d'Argos, est enfermée dans une tour par son père pour éviter que ne se réalise la prophétie selon laquelle il sera tué par son petit-fils. En présence de Cupidon , elle accueille en soin sein la pluie d'or en laquelle Jupiter s'est transformé pour la féconder. Le demi-dieu Persée naitra de cette union.

## Description et style
La singulière imprégnation de Danaé, avec Jupiter transformé en pluie d'or, a été représentée par plusieurs artistes au cours des XVIe et XVIIe siècles. Titien lui-même a exécuté plusieurs versions de ce même sujet au fil des ans. Dans cette version napolitaine, la première par ordre chronologique, il peint une Danaé en plein abandon et satisfaction.
L'examen aux rayons X du tableau a révélé deux particularités. La première est l'absence de dessin sous la peinture. Michel-Ange avait déjà remarqué, comme mentionné précédemment, l'absence de dessin et de clair-obscur et la magnificence de la couleur. L’absence du dessin préparatoire confère au tableau une connotation coloristique très particulière, presque impressionniste.
La deuxième particularité révélée par les rayons x est que le peintre a ensuite modifié l'environnement car celui-ci était d'évidence trop domestique pour la représentation d'un mythe hautement érotique et sensuel comme celui de Danaé.
Danaé est allongée sur des draps et des oreillers, dans une expression de pudeur et de volupté. Son regard est dirigé vers le haut, enveloppé dans une ombre complaisante ; le corps est alangui, détendu, les jambes, bien que couvertes par un rabat, sont ouvertes pour recevoir la pluie fécondante ; l'émotion de Danaé est trahie par les plis du lit, dont elle chiffonne les draps avec sa main droite : dans cette version, la princesse d'Argos se donne à Jupiter par amour, comme le démontre également la présence de Cupidon, d'origine clairement classique. Ce n'est donc pas l'or qui séduit Danaé, mais un véritable sentiment érotique.
Titien décline ici des poses et des volumes hérités de la statuaire classique.
Les coups de pinceau sont doux et flous, comme souvent chez Titien ; avec cette œuvre, le peintre surmonte l'accent excessif mis sur la plasticité des corps, comme dans ses œuvres précédentes, pour arriver à un style libre et purement coloriste, qu'il voulait montrer précisément dans la Rome de Michel-Ange. En effet «... si Titien et Michel-Ange formaient un seul corps, ou si la couleur de Titien était ajoutée au dessin de Michel-Ange, on pourrait l'appeler le dieu de la peinture, tout comme un don de soi… ».

Détails
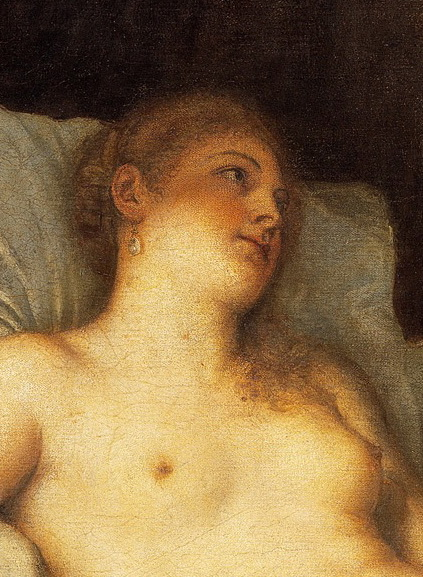
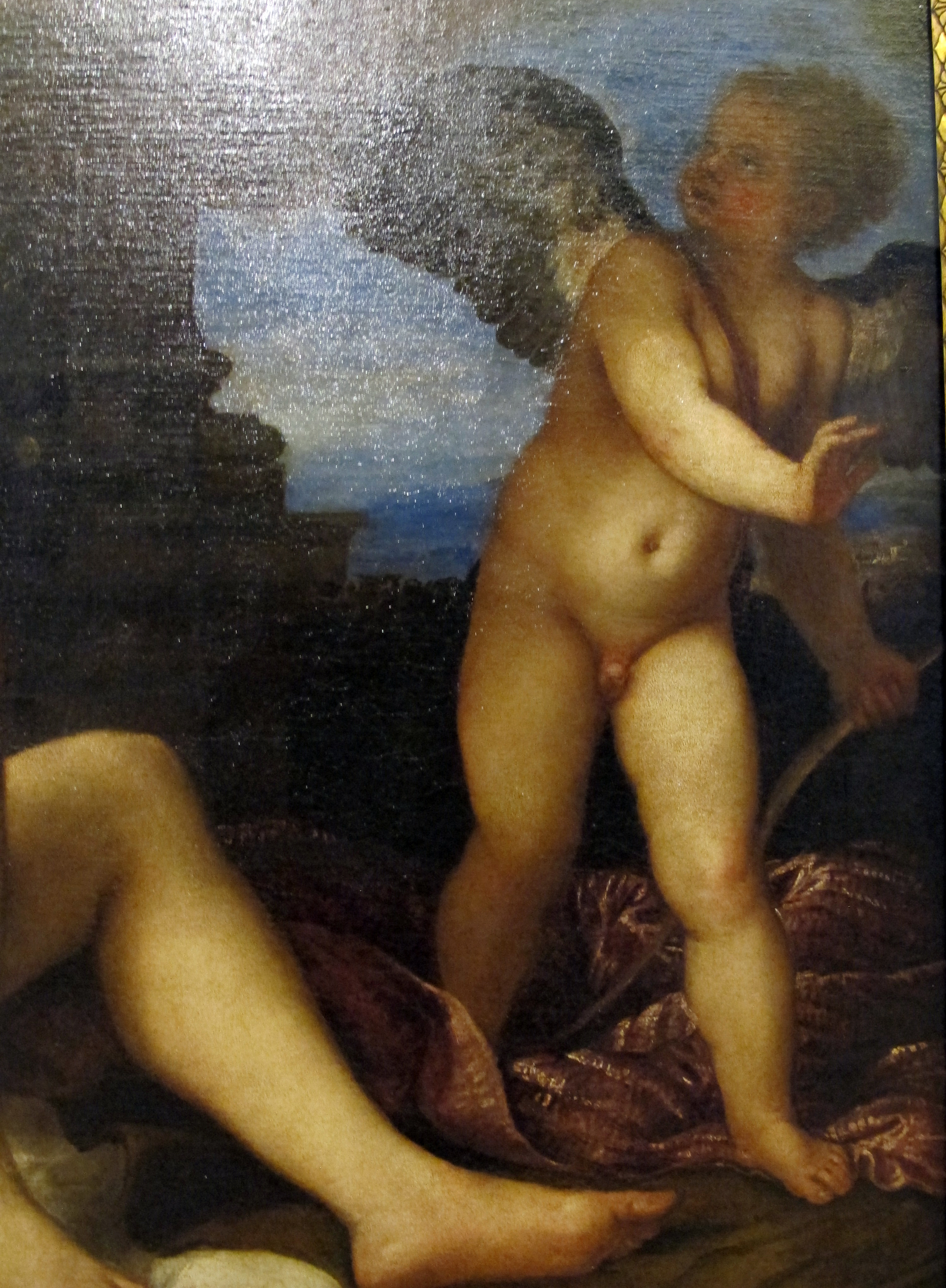

## Exposition
Cette peinture est exposée dans le cadre de l'exposition Naples à Paris. Le Louvre invite le musée de Capodimonte au musée du Louvre du 7 juin 2023 au 8 janvier 2024, à côté de l'Antea du Parmesan.